# Sivert Lindblom

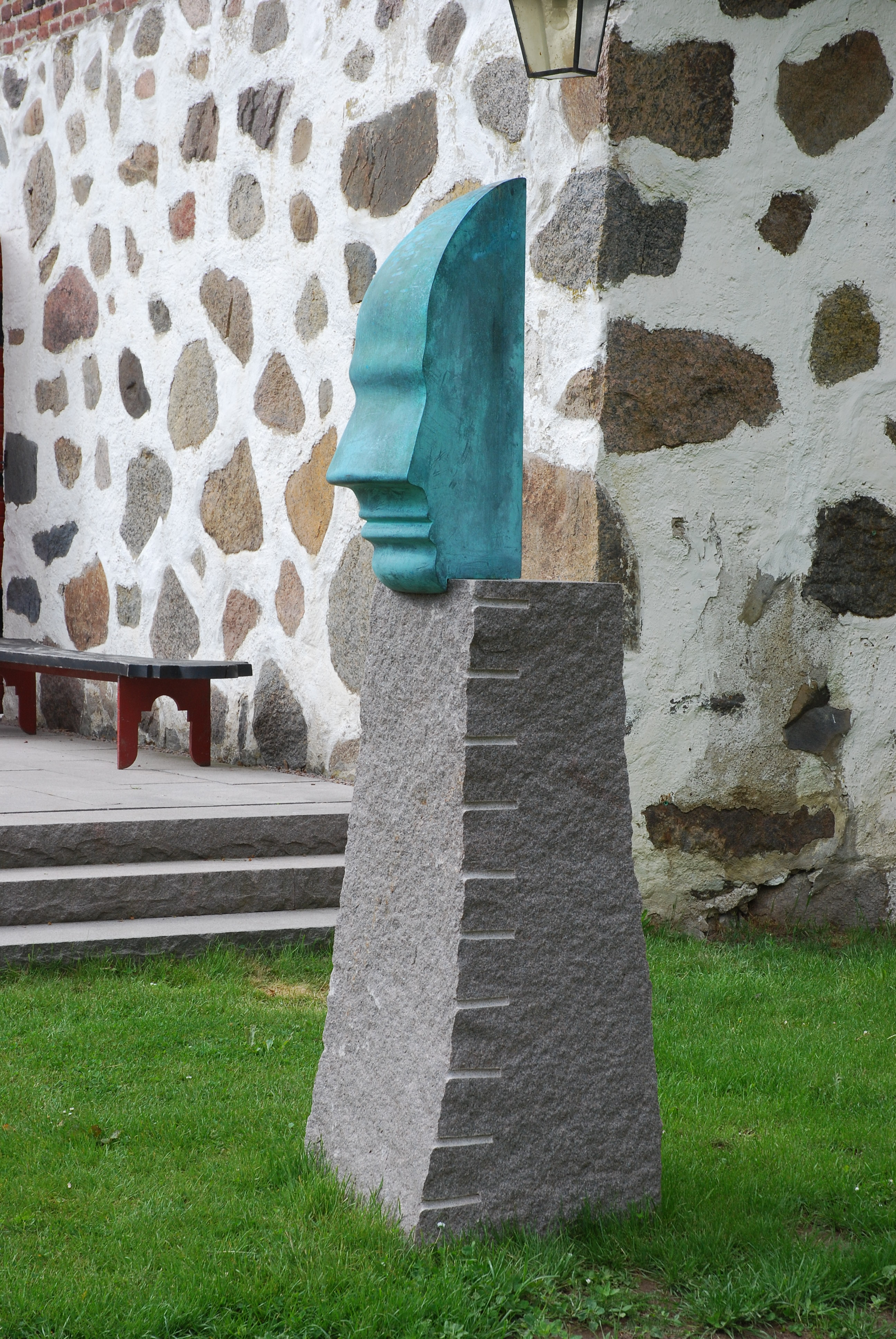
Skulptur vid Wanås skulpturpark, Östra Göinge kommun.

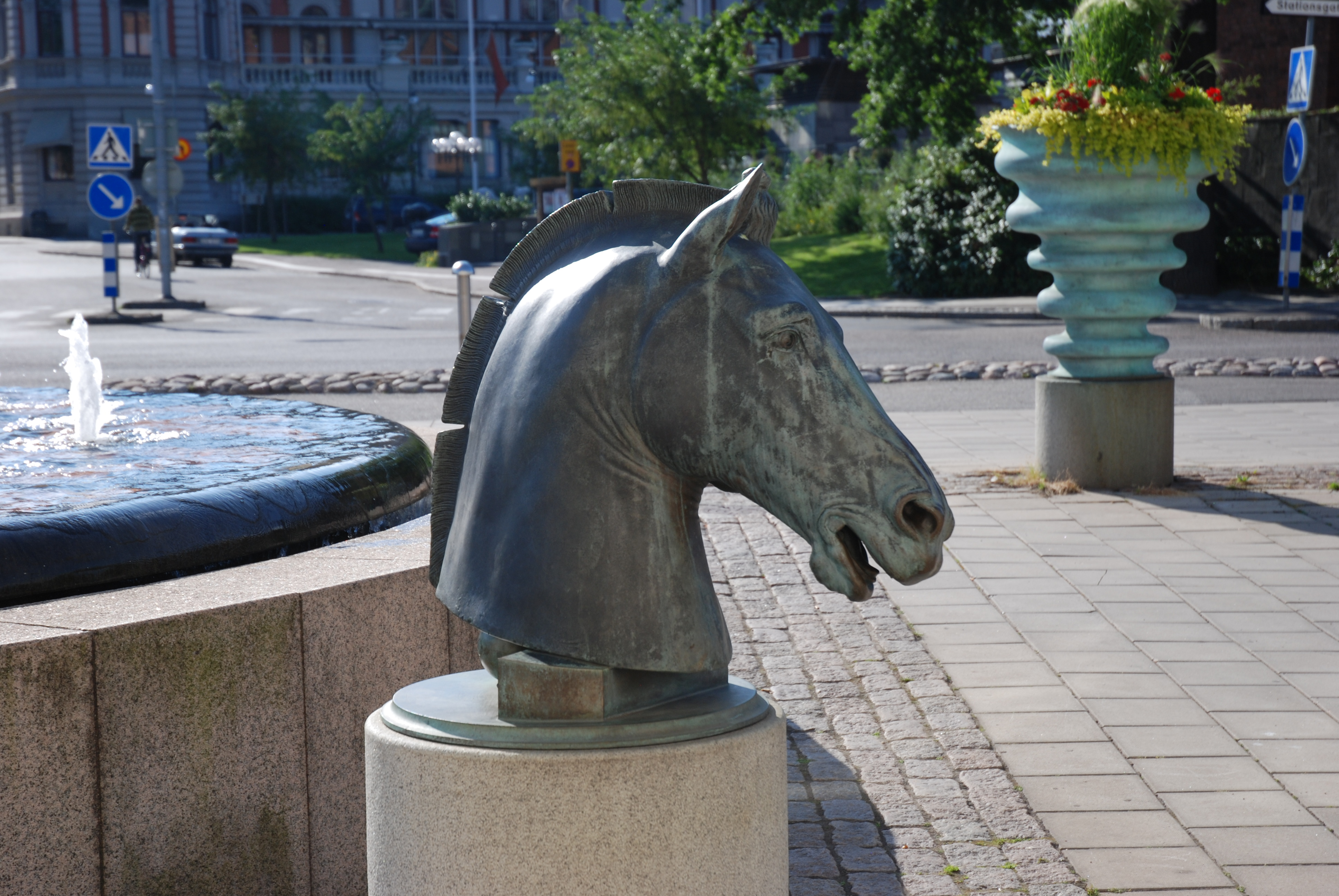
Detalj av Cavallobrunnen i Skövde.

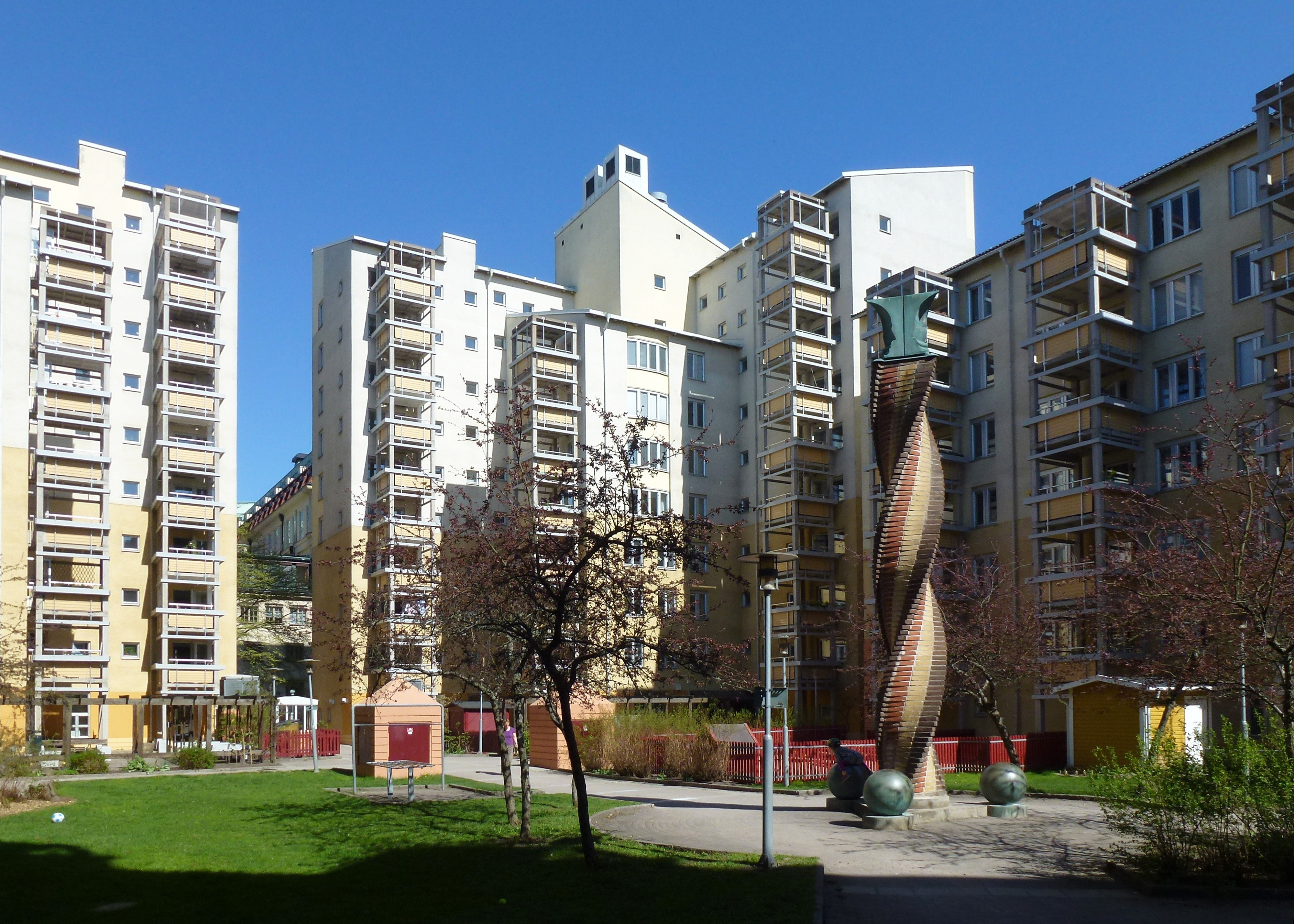
Skulptur på Kvarteret Svärdet, Stockholm.

John Sivert Rolf Lindblom, född 1 november 1931 i Husby-Rekarne församling, död 13 maj 2023 i Stockholm, var en svensk skulptör, målare och scenograf.

## Biografi
Sivert Lindblom var medarbetare till arkitekterna Sigurd Lewerentz 1949–1951 och Peter Celsing 1957–1964. Han utbildade sig i skulptur på Kungliga Konsthögskolan i Stockholm 1958–1963, och var i sina tidiga verk starkt inspirerad av Auguste Rodin[källa behövs]. Under 1960-talet experimenterade han bland annat med abstrakta gestaltningar av sitt eget ansikte och de kommande decennierna blev än mer idébaserade, med installationer och arkitektoniska inslag. Han var verksam som lärare vid Arkitekturhögskolan 1966–1970. Tillsammans med Arne Jones representerade han Sverige på Biennalen i Venedig 1968.
Åren 1991–1996 var han professor på Kungliga Konsthögskolan i Stockholm.

## Offentliga verk i urval
- Tegelvägg, Gustav Adolfs församlingshem i Borås, 1957 (tillsammans med Olle Adrin)
- Gestaltning av Västra skogens tunnelbanestation, Solna (1975, komplettering 1985)
- Urnor, Vandalorum i Värnamo, 1984.
- Biblioteket i Babel, Vandalorum i Värnamo, 1986.
- Vriden pelare (1987), brons, utanför Uppsala stadsbibliotek
- Urna (1987), granit och brons, på Stadsbibliotekets förgård i Uppsala
- Fasad till Skissernas Museum (1988), Sölvegatan i Lund
- Romantisk konstruktion, urna och pelare (1988), brons, Tivoliparken i Kristianstad
- Miljögestaltning i kvarteret Svärdet, Södermalm, Stockholm (1989)
- Talarstolen, Vandalorum i Värnamo, 1992.
- Cavallobrunnen (1996), utanför Resecentrum i Skövde
- Fem fontäner och ett klot, gestaltning av östra delen av Gustav Adolfs torg, Malmö (1999–2000), brons, granit, klinker
- 17 meter hög bronspelare (2001), Limhamnsvägen/Köpenhamnsvägen i Malmö
- Gestaltning av Blasieholmstorg i Stockholm, 1989
- Gestaltning av gångbro över E4 i Haga Norra i Solna, 1993
- Gestaltning av gångstråk från tunnelbanestationen Universitetet i Stockholm, 1987–1991 (i samarbete med Marianne Lindblom)
- Fontän och tre mindre skulpturer (2006), brons, Norrtälje
- Skådespel, Sankt Eriksområdet på Kungsholmen i Stockholm
- Stromotoporoider samt Söderarms fyr, brons, 2006, Norrtälje
- Fasad till nybyggnad till Skissernas museum, ritad av Karl Koistinen och Göran Hellborg, vid Sölvegatan i Lund 1988
- Gestaltning av entréområde vid SAS koncernbyggnad i Frösundavik i Solna

- Lindblom  är representerad vid bland annat Göteborgs konstmuseum.[5]

## Samarbeten medUlrik Samuelson
- Takmålning, Norrlands nationshus, Uppsala 1972
- Sveriges riksbanks nybyggnad, Stockholm 1973
- Motala Folkets hus, Motala 1978
- Vin- och Spritcentralens entré, Stockholm 1978
- Tävling om ”Visualisering av den nya E 4:an genom Gävle kommun” 1984

## Fotogalleri

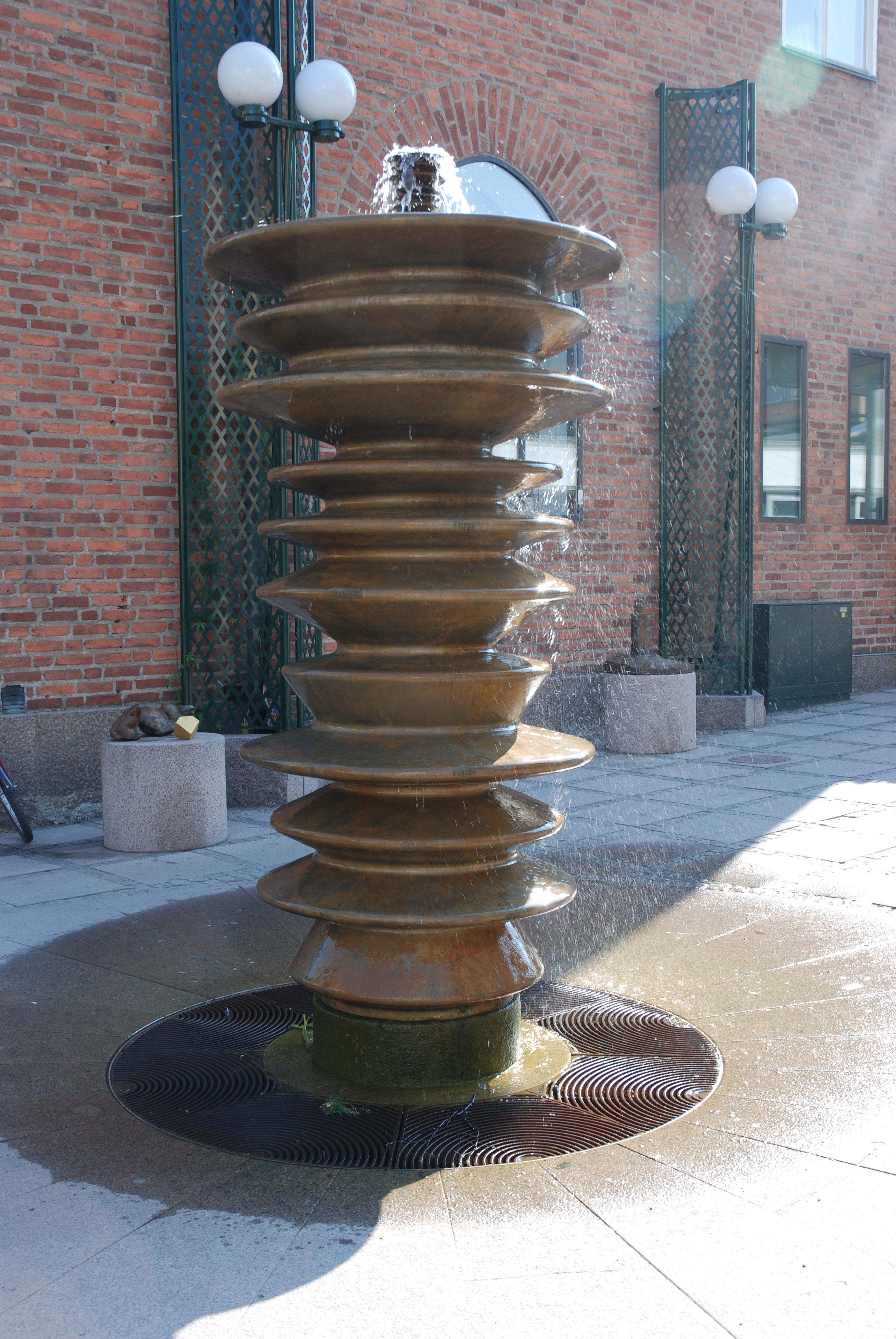
Fontän i Norrtälje
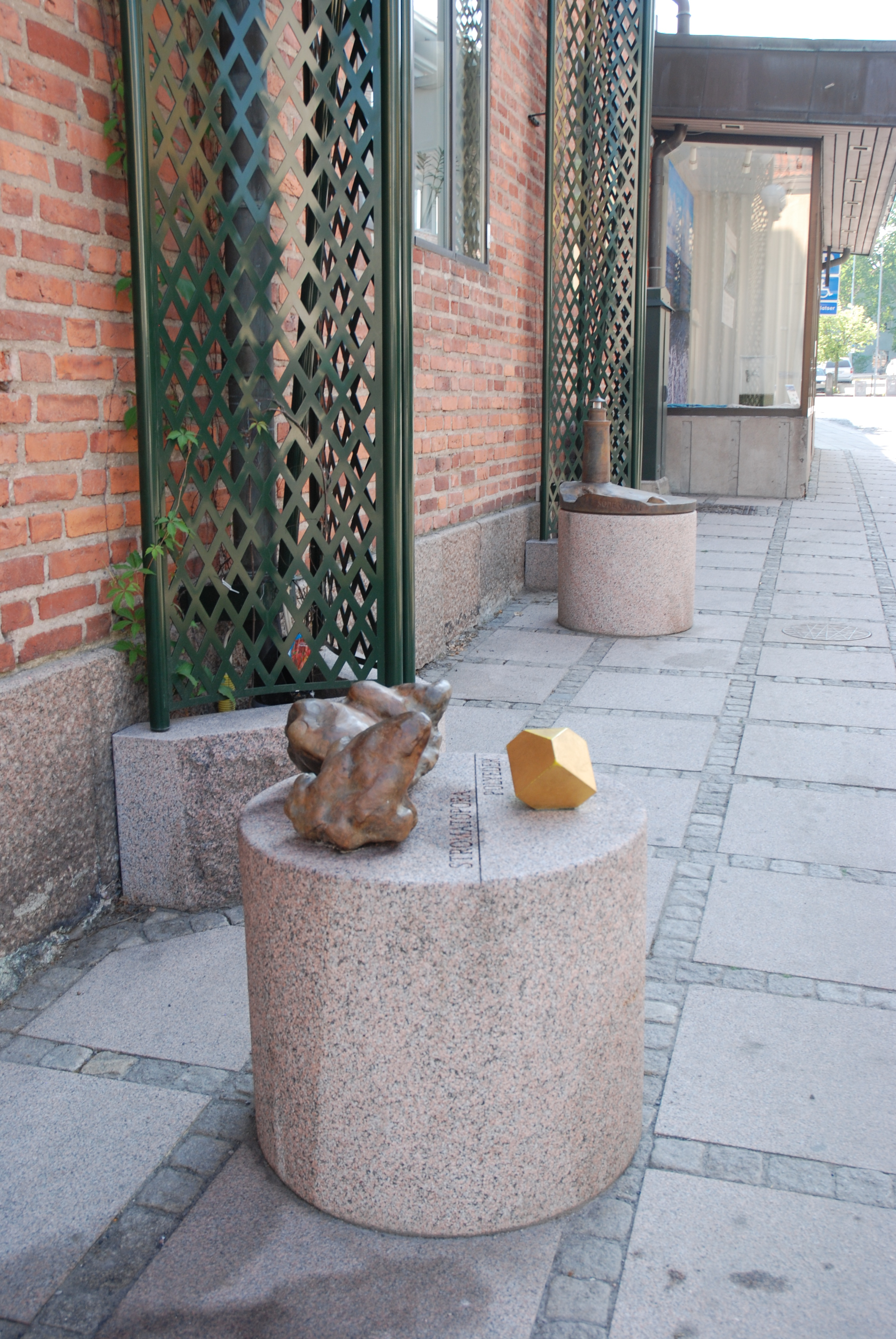
Stromotoporoider och polyeder och Söderarms fyr, Norrtälje
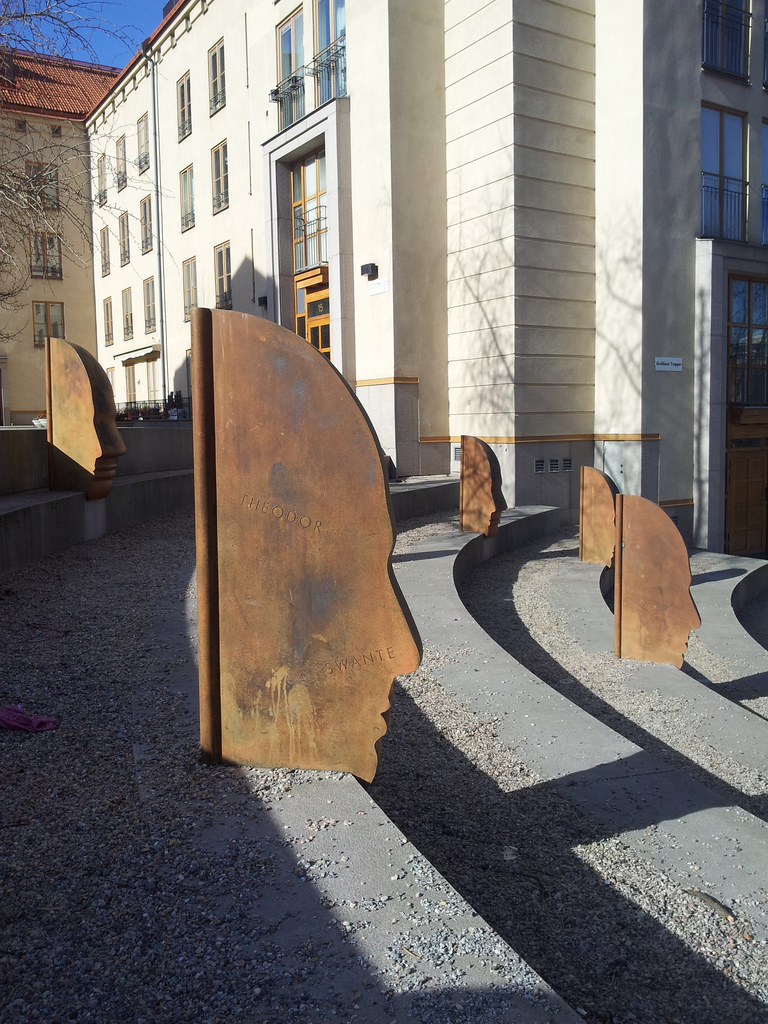
Skulpturgruppen "Skådespel" i Sankt Eriksområdet, Kungsholmen, Stockholm
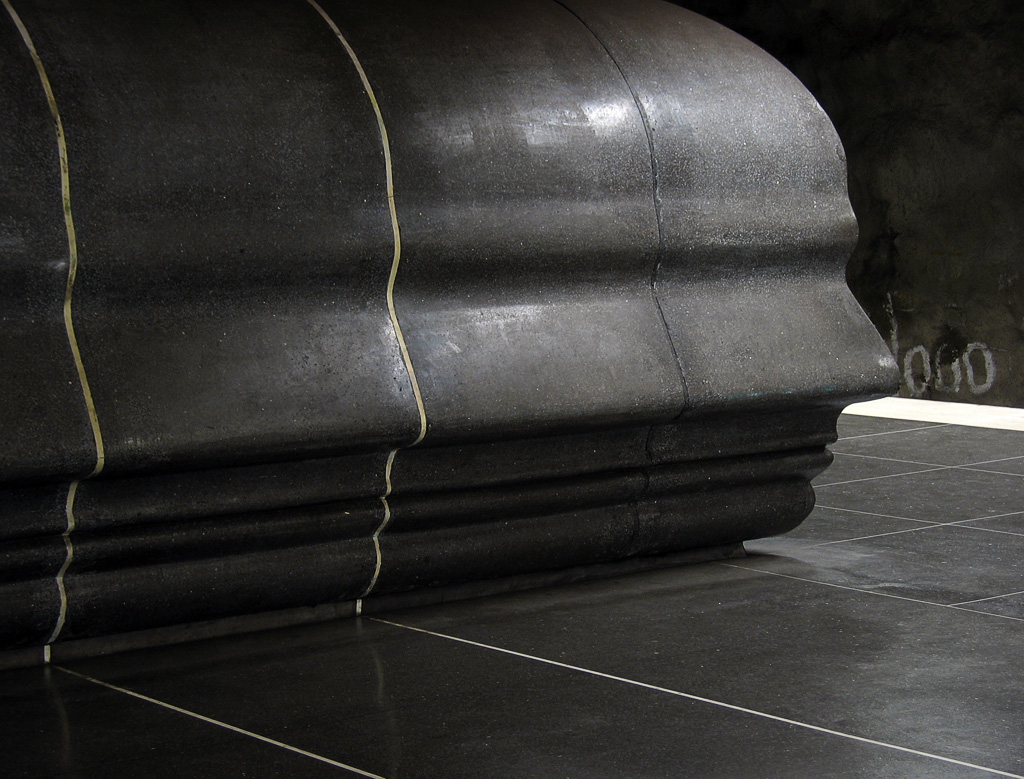
Skulptur i T-banestationen Västra skogen, Solna
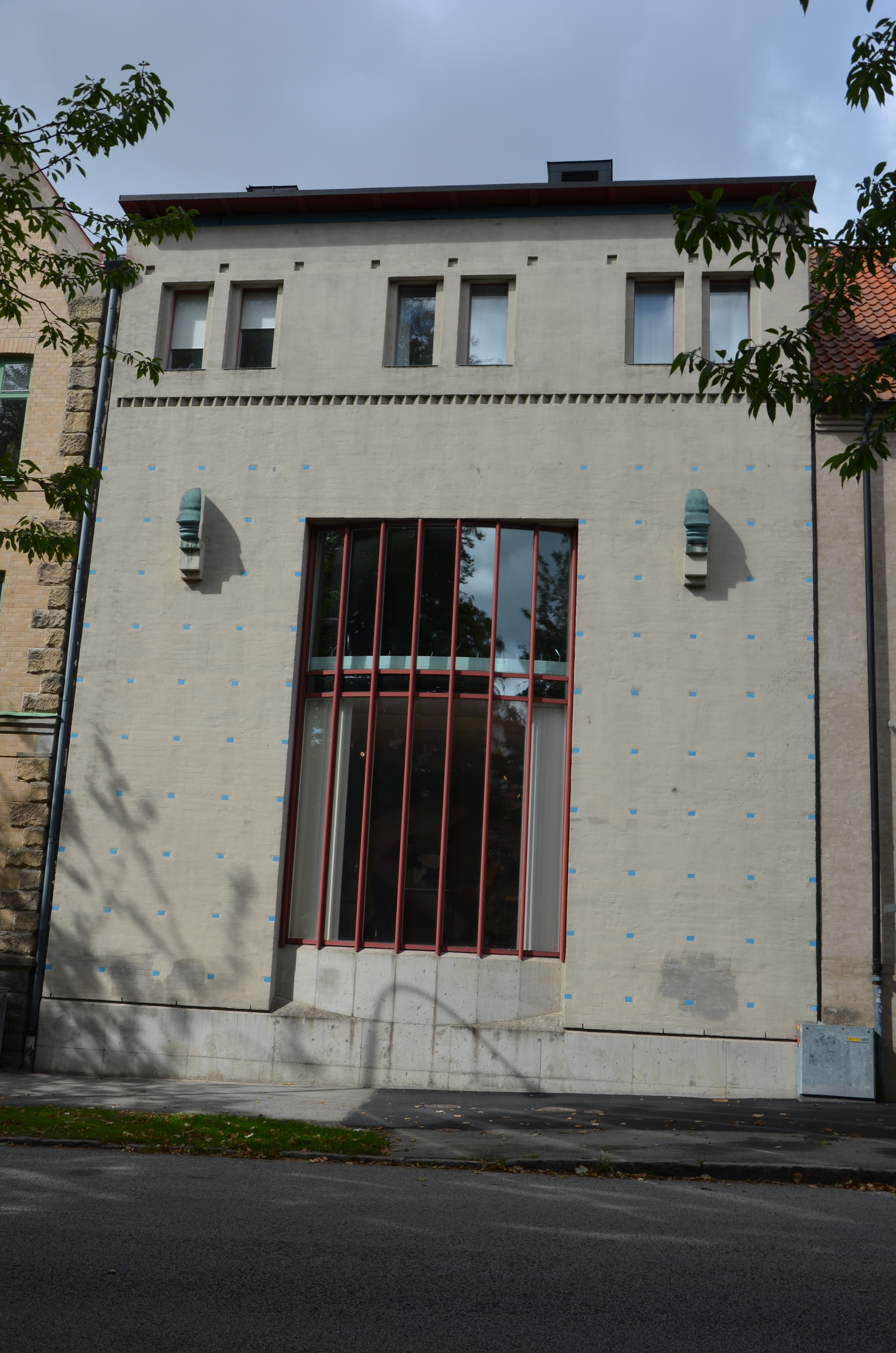
Fasad, Skissernas museum i Lund
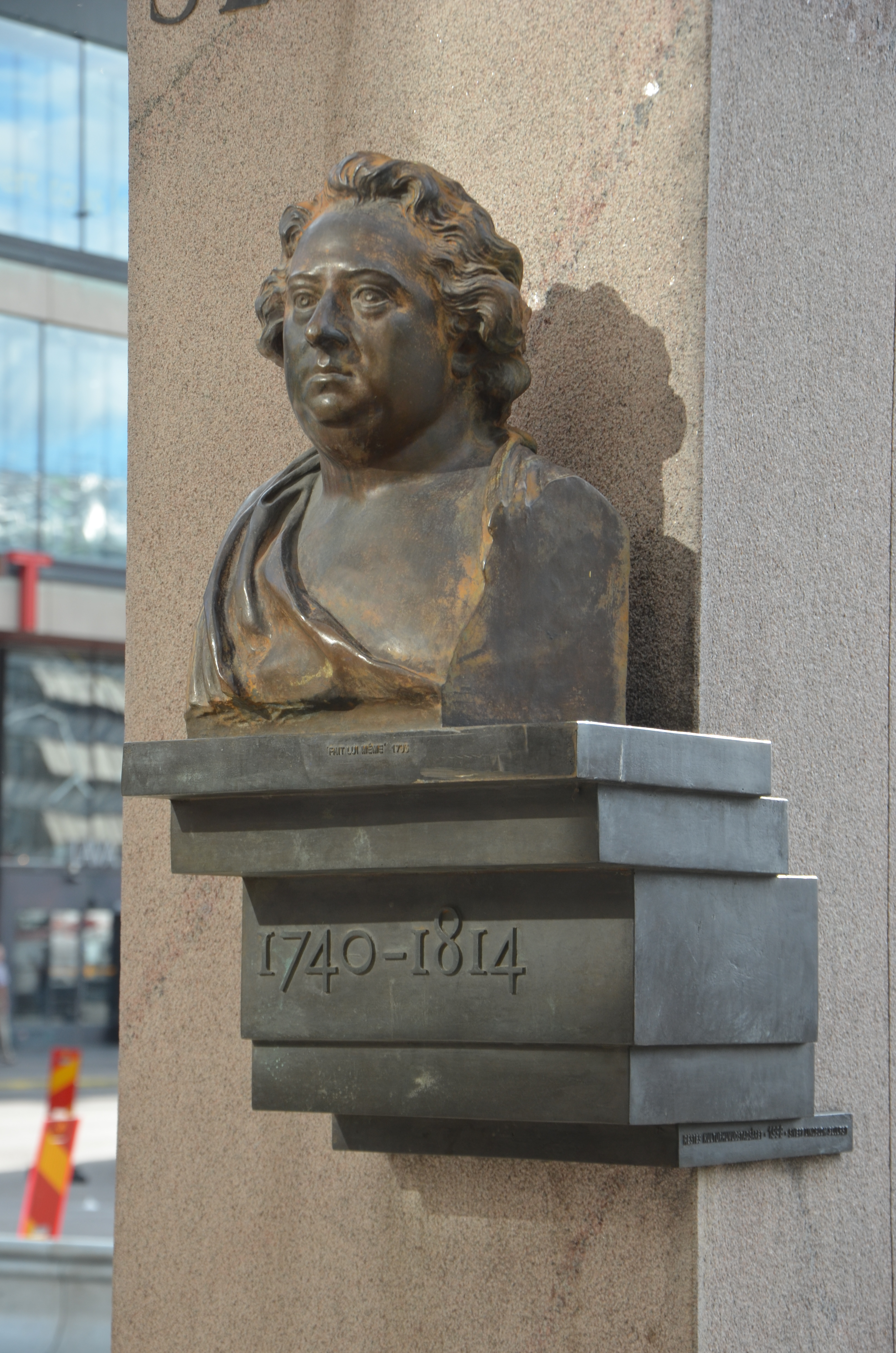
Byst av Johan Tobias Sergel vid Sergels torg i Stockholm